# مظفرنگر
مظفرنگر
شهر مظفرنگر (به انگلیسی: Muzaffarnagar) با جمعیت ۳۸۴٫۹۸۸ نفر در ایالت اوتار پرادش در کشور هند واقع شده‌است.
این شهرستان در دوره گورکانیان هند توسط سید جاگیردار منور لشکر علی تأسیس شد و او این شهر را به افتخار پدرش، مظفرعلی خان نام‌گذاری کرد.